# Ett sällskap danska konstnärer i Rom
Ett sällskap danska konstnärer i Rom (danska: Et selskab af danske kunstnere i Rom) är en oljemålning från 1837 av Constantin Hansen, som tillhör Statens Museum for Kunst i Köpenhamn, och är ett av den danska guldålderns mest kända konstverk. 
Under 1830-talet fanns en livfull dansk konstnärskoloni i Italien. På bilden syns från vänster Hansen själv, Gottlieb Bindesbøll, Martinus Rørbye, Wilhelm Marstrand, Albert Küchler, Ditlev Blunck och Jørgen Sonne. Målningens huvudperson är arkitekten Bindesbøll som liggande på golvet och iklädd en röd fez berättar om sina resor i Grekland och Turkiet tillsammans med Rørbye. Hans konstnärsvänner är mer eller mindre intresserade. På väggen till höger ses Hansens målning Det så kallade Vestatemplet i Rom (1837).
Hansen hade 1835 fått ett resestipendium och reste via Berlin, Dresden, Prag, Nürnberg och München till Rom. När Kunstforeningen i Köpenhamn 1837 beställde en målning med något motiv från Rom målade Hansen Ett sällskap danska konstnärer i Rom. Hansen gick grundligt till väga och målade flera skisser, en för varje konstnär. Skissen av honom själv målades av Albert Küchler. Även skisserna ingår i Statens Museum for Kunsts samlingar.

## Bildgalleri

Ditlev Bluncks målning Danska konstnärer på osterian La Gensola i Rom från samma år visar den danska konstnärskolonin i Rom med dess förgrundsgestalt Bertel Thorvaldsen sittande vid bordsändan. (Thorvaldsens Museum).
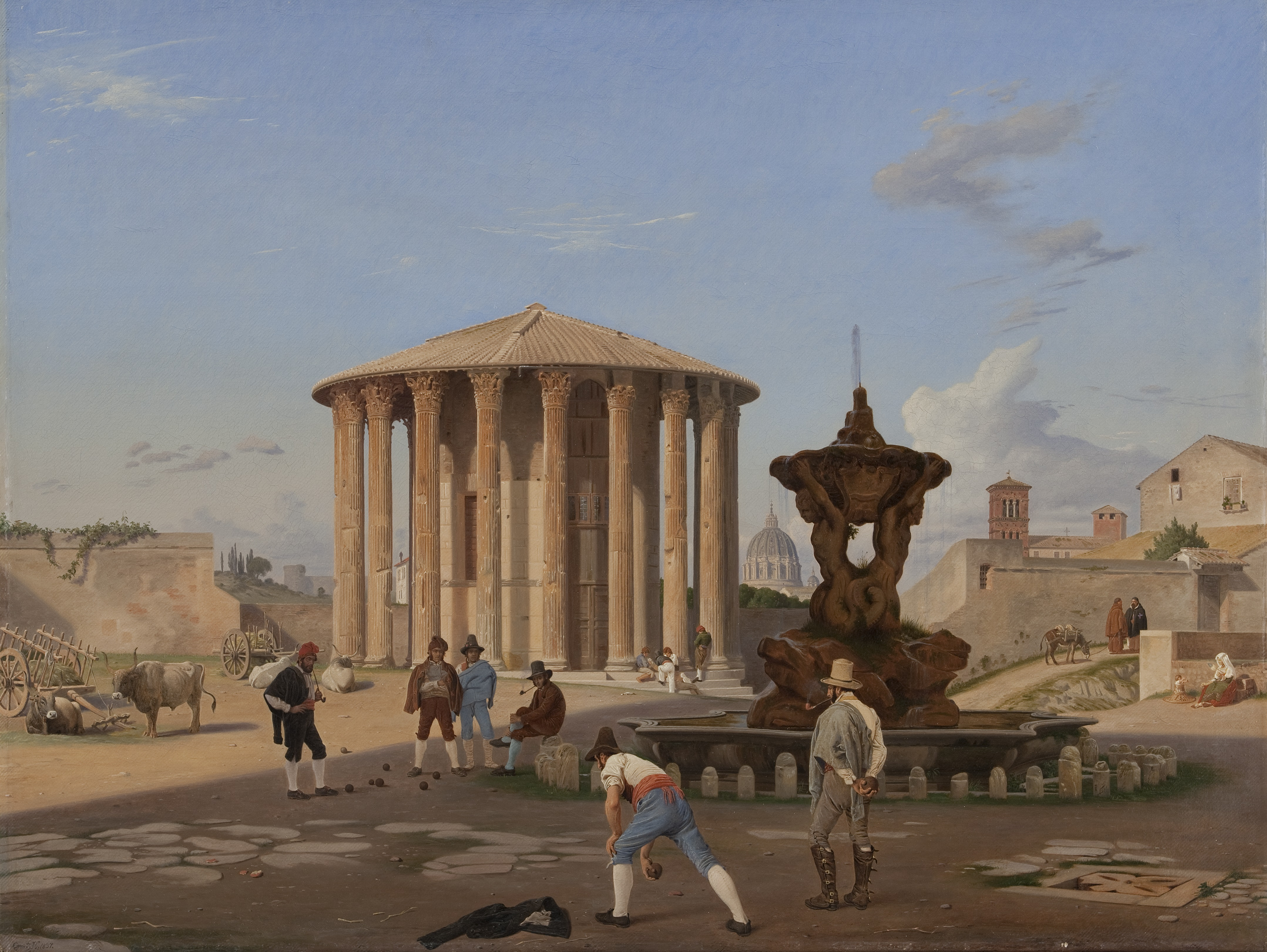
Målningen Det så kallade Vestatemplet i Rom av Hansen. Målades 1837 och finns nu på Statens Museum for Kunst.
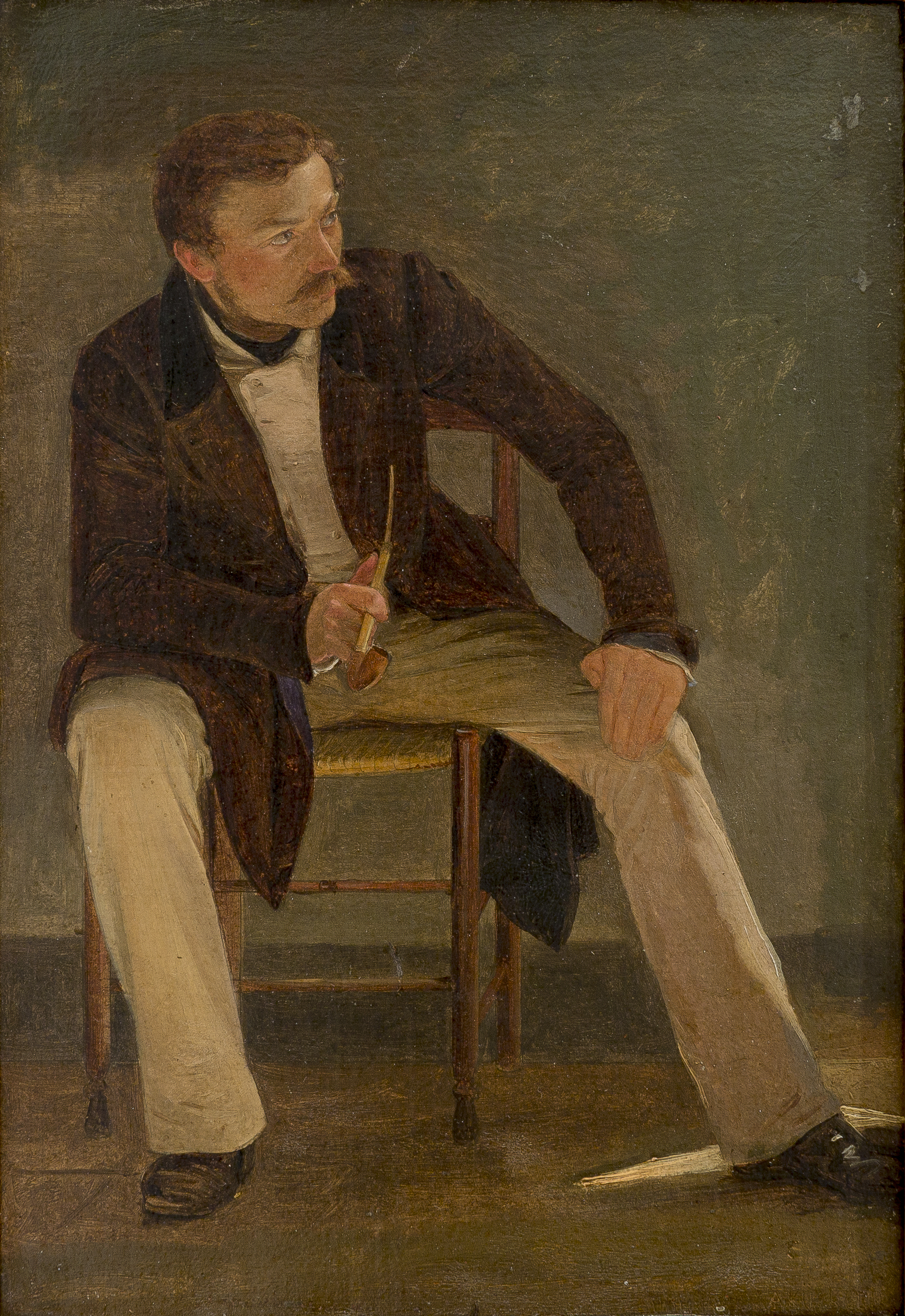
Skissen av Hansen själv utfördes av Albert Küchler.
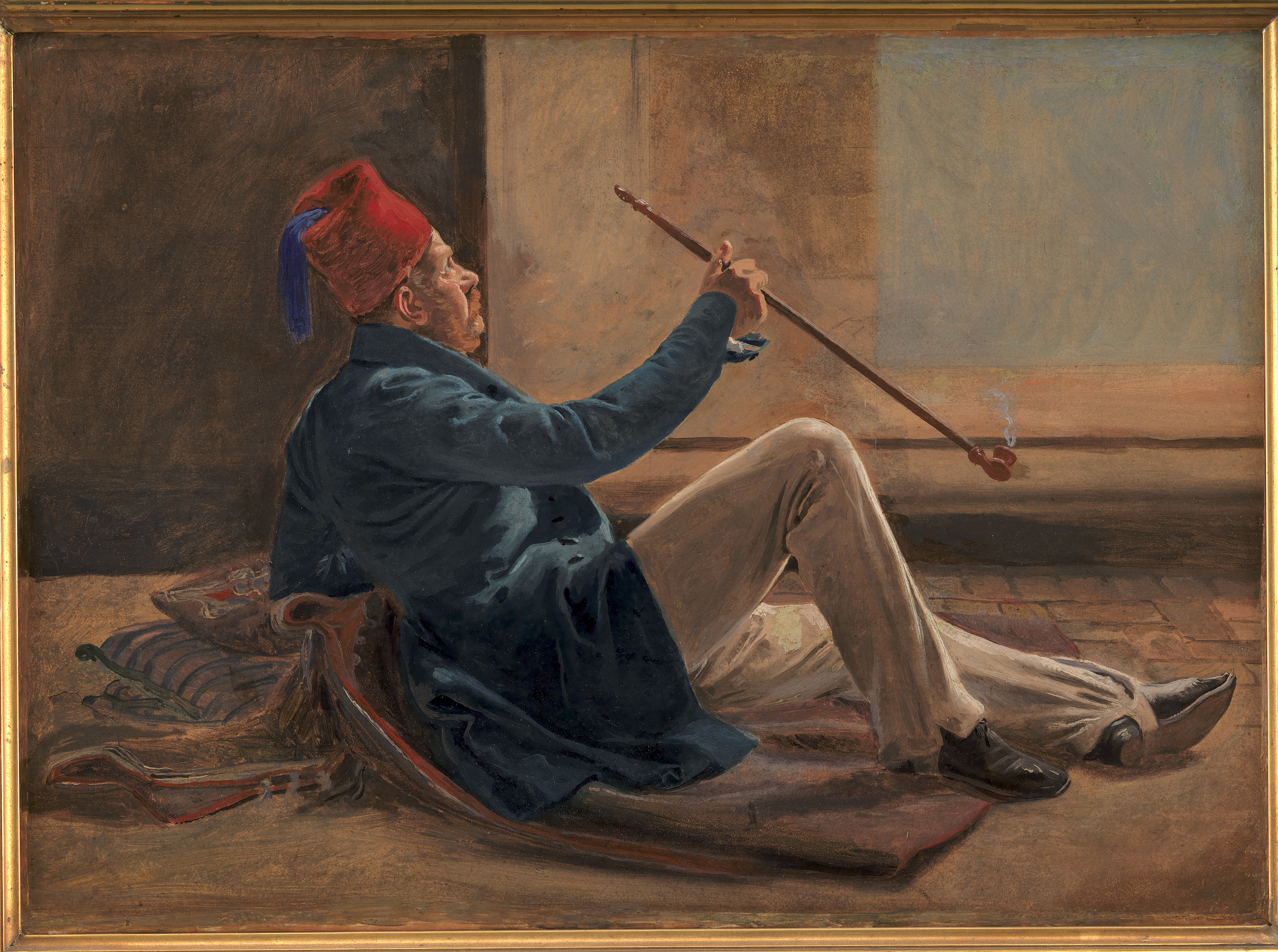
Hansens skiss av Gottlieb Bindesbøll.
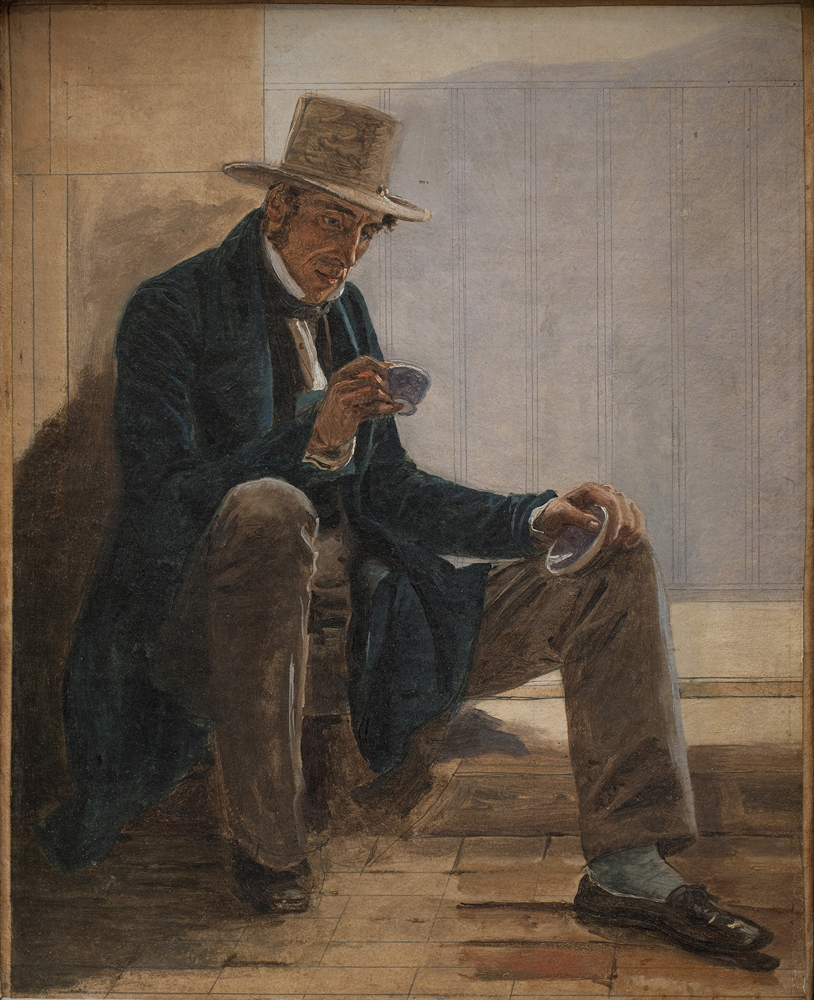
Hansens skiss av Martinus Rørbye.
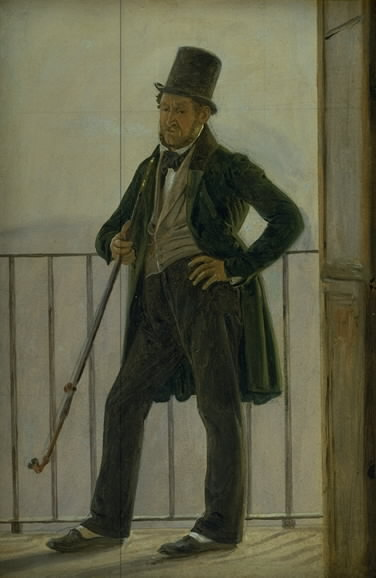
Hansens skiss av Albert Küchler.
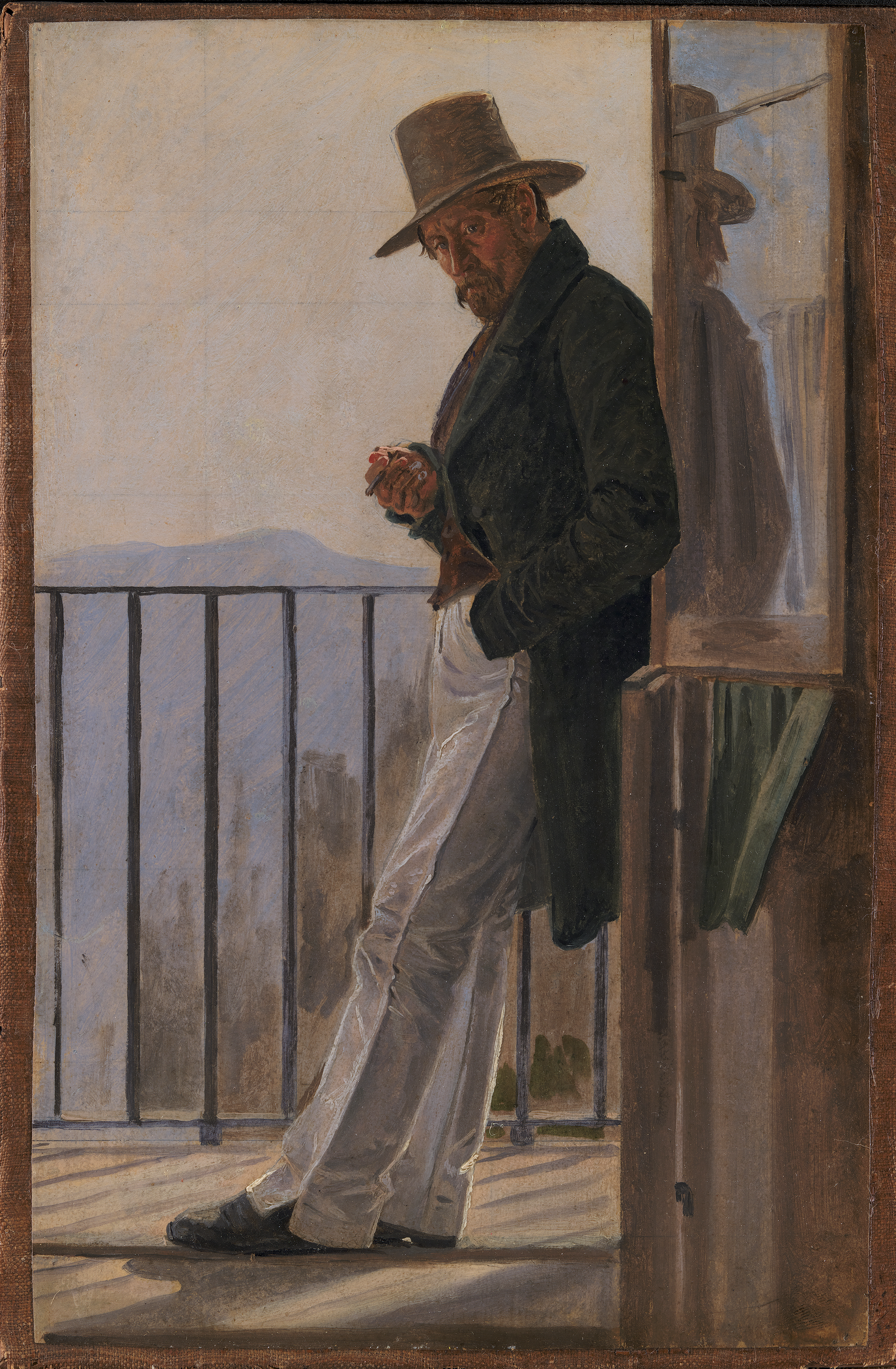
Hansens skiss av Ditlev Blunck.
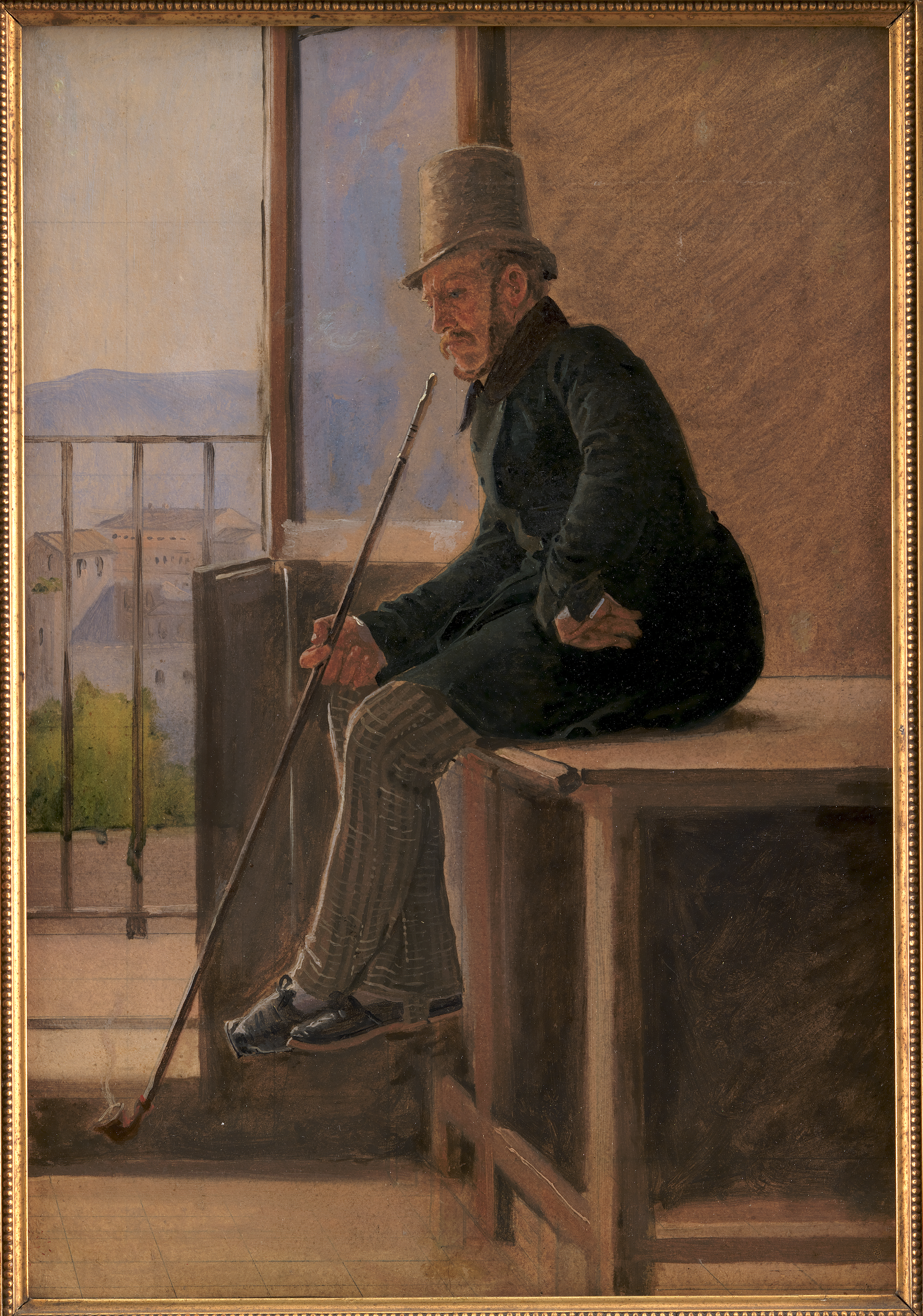
Hansens skiss av Jørgen Sonne.